# IN NEUTRAL
『IN NEUTRAL』（イン・ニュートラル）は、田中ヤコブの3枚目のアルバム。2022年12月21日にNEWFOLKより発売。

## 収録曲
1. sadness fanclub
2. 夢からさめて
3. 今は今を生きるとき
4. 陰翳礼讃
5. 外は春の雨が降って
6. 心の焚き火
7. SIP
インストゥルメンタル。
8. サイクルズ
Kaede (Negicco)への提供曲のセルフカバー[2]。
9. リタイヤ
10. みょんパン
11. きかい
2ndアルバム「おさきにどうぞ」の選考から漏れた曲[3]。
12. Graduate?
13. 遠乗り
1stデモアルバム「DEMOTION」(2010年-2011年)に収録されている曲[4][5]。